# Akakios der Jüngere
Der Heilige Akakios der Jüngere, auch Akakios von Kafsokalyvia (* ca. 1630 in Golitsa, Agrafagebirge; † 12. April 1730 auf dem Berg Athos), bürgerlich Anastasios, war ein griechisch-orthodoxer Mönch und Asket zur Zeit der Osmanischen Besatzung Griechenlands.
Mit 23 Jahren (ca. 1650) wurde er Mönch im Kloster Sourvia im Pilio-Gebirge. Zwischen 1660 und 1670 wechselte er auf den Berg Athos, wo er als Eremit lebte. Kurzzeitig lebte er im Kloster Moni Dionysiou, dann wieder als Eremit. Danach verbrachte er 20 Jahre in der Kavsokalyvia-Skite. In seiner Askese legte er besonders Wert auf Gebetswache und Fasten, sodass er getrocknete Gräser aß und sich selber des Schlafes entzog. Er soll auch zahlreiche Visionen von Maximos von Kavsokalyvia gehabt haben und war geistlicher Führer für mindestens drei Neo-Märtyrer: Romanos von Karpenisi († 1694), Pachomios von Patmos/Ussaki († 1730) und Nikodemus vom Athos († 1722). Am 12. April 1730 starb er im Alter von ungefähr 100 Jahren.
Sein Gedenktag in der orthodoxen Kirche ist der 12. April und seine Reliquien liegen im Kloster Moni Dionysiou und der Kavsokalyvia-Skite auf dem Athos.